# Fernando I, Martínez (obispo)
Fernando I Martínez fue obispo de Oviedo entre los años 1269 y 1275. 

## Historial
Durante su pontificado, el Rey hizo muy buenos favores a la iglesia de Oviedo y a sus sucesores en la sede episcopal de liberarlos de los expolios y vacantes que antes recibía la Corona Real. También durante este pontificado, el hermano León, compañero del seráfico San Francisco de Asís, fundó en Benavente un convento de la orden franciscana, donde murió en olor de santidad y allí mismo fue enterrado.

| Predecesor: Pedro II | Obispo de Oviedo 1269 - 1275 | Sucesor: Álvaro (obispo) |